# 何魯麗

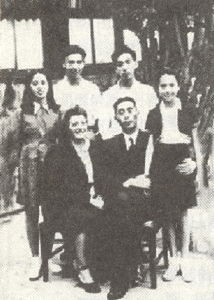
1947年何思源全家福：妻何宜文，女儿何鲁丽（左）、何鲁美（右），儿子何理路、何宜理

何鲁丽（1934年6月7日—2022年3月19日），中法混血儿，山东菏泽人，中华人民共和国政治人物，原副国级领导人。曾任中国国民党革命委员会中央委员会主席，中國人民政治協商會議第八屆全國委員會副主席（1996年增選），第九、十屆全國人民代表大會常務委員會副委員長。

## 生平
何鲁丽1957年毕业于北京医学院医疗系，曾任北京市儿童医院住院医师，北京市西城区儿童医院住院医师，北京市第二医院主治医师、儿科主任、副主任医师。
1984年後任北京市西城区人民政府副区长，1988年升任北京市人民政府副市长，同年當選民革第七屆中央副主席。後任全国妇联副主席、民革中央主席、中央社会主义学院院长等职位。
1996年，時任北京市副市長、民革中央副主席何魯麗增補為全国政协副主席。
1998年3月，第九届全国人大第一次会议上，他当选全国人民代表大会常务委员会副委员长。
2022年3月19日0时45分，因病医治无效在北京逝世，享年87岁。23日，何鲁丽遗体在北京八宝山革命公墓火化。

## 家庭
何鲁丽的父亲何思源是国民政府北平特別市市长，1949年曾參與國共北平和談，後為全國政協委員、民革中央委員，1982年於北京逝世。何思源曾在巴黎大学留学。何思源与出生于波尔多市的法国女同学宜文妮·詹姆斯结婚，婚后宜文妮改名为何宜文，是何鲁丽的母亲。由于何思源主张北平和平解放，国民党当局特务在其家中埋藏炸弹，其小女儿在1949年1月17日被炸死。

## 评价
新华社发布的生平中评价：“何鲁丽同志热爱祖国、追求进步，胸怀坦荡、实事求是，严于律己、平易近人。她的一生，是爱国敬业的一生，是砥砺奋进的一生，是无私奉献的一生。她对国家和人民无限忠诚，对中国特色社会主义道路充满信心，为多党合作事业鞠躬尽瘁，为祖国和平统一大业不懈奋斗。她的高尚情操和崇高品德永远值得我们学习和怀念。”

## 荣誉
- 菲律宾“国会成就勋章”（2008年1月）[10]
- 军官级法国荣誉军团勋章（2006年3月16日）：表彰她为促进中法友好合作关系所作出的突出贡献[11]